# Vittória Lopes
Vittória Lopes (nascida em: 15 de março de 1996) é uma triatleta brasileira, medalhista nos Jogos Pan-Americanos.

## Carreira
Vittória integrou a equipe nacional campeã do revezamento misto nos Jogos Sul-Americanos de 2018, em Cochabamba.
Em junho de 2019, Vittória foi convocada para os Jogos Pan-Americanos de 2019 juntamente com Luisa Baptista, Manoel Messias e Kauê Willy. Os triatletas integraram a equipe de revezamento misto que conquistou a medalha de ouro no Campeonato Pan-Americano de Triatlo, sendo esta a última competição que contabilizou pontos para o evento multiesportivo. Em Lima, ela finalizou a competição feminina na segunda colocação e conquistou a medalha de prata. Dois dias depois, integrou a equipe que venceu o revezamento misto.